# Dynastie hassidique
Une dynastie hassidique possède le plus souvent les caractéristiques suivantes :

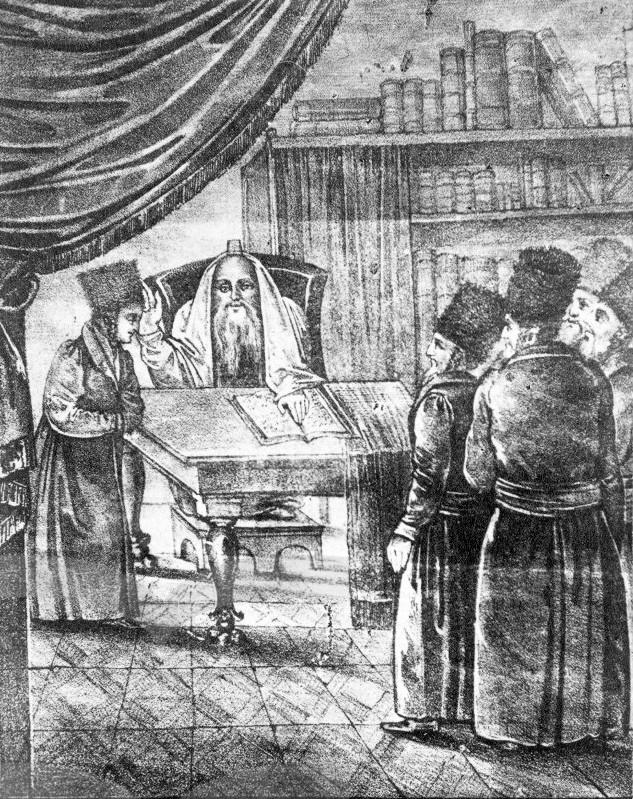
Hassidim de Pologne coiffés du kolpik, avec leur rebbe Israël Epstein (ou Opsztyn) en 1800.

1. elle a été fondée par un maître spirituel, généralement connu sous le nom d’Admor (abréviation d’ADoneinou MOreinou Rabbeinou : « notre seigneur, notre enseignant et notre maître ») ou simplement le Rebbe (ou parfois « Le Rouv », « le rabbin ») ;
2. elle se perpétue habituellement dans la lignée du fondateur (un membre choisi, mais plus fréquemment un descendant) ;
3. elle est, la plupart du temps, appelée d'après la ville d'Europe de l'Est où le fondateur est né, a vécu, ou a prêché et rassemblé ses premiers fidèles (en général sa dénomination dérive des noms polonais, russes, allemands ou hongrois de ces villes, qui ne sont pas forcément les noms actuels)  ;
4. elle a (ou a eu) des fidèles qui continuent à suivre les rebbe successifs, ou constituent un groupe sans dirigeant en suivant les préceptes d'un dirigeant décédé.

## Les plus grandes dynasties
Les plus grandes dynasties hassidiques comprennent (par ordre alphabétique) :
| Nom                                     | Actuel (ou dernier) rebbe                                    | Fondateur                                  | Basée à                                                    | Ville d'origine |
| --------------------------------------- | ------------------------------------------------------------ | ------------------------------------------ | ---------------------------------------------------------- | --- |
| Dynastie hassidique de Belz             | Yissachar Dov Rokeach (II)                                   | Sholom Rokeach (1781-1855)                 | Jérusalem, Israël                                          | Belz, Galicie, Autriche-Hongrie (aujourd'hui en Ukraine) |
| Dynastie hassidique de Bobov            | Ben Zion Aryeh Leibish Halberstam; Mordechai Dovid Unger     | Shlomo Halberstam de Bobov (1847-1905)     | Borough Park, Brooklyn                                     | Bobowa et Sanz, Galicie, Autriche-Hongrie (aujourd'hui en Pologne)                                                                                              |
| Dynastie hassidique de Bratslav         | Nahman de Bratslav (1772-1810)                               | Nahman de Bratslav (1772-1810)             | Safed, Israël; Jérusalem, Israël; Brooklyn; Ouman, Ukraine | Bratslav, Pologne puis Empire russe (aujourd'hui en Ukraine) |
| Dynastie hassidique Habad-Loubavitch    | Menachem Mendel Schneerson (1902-1994)                       | Shneur Zalman de Liadi (1745-1812)         | Crown Heights, Brooklyn                                    | Loubavitch, oblast de Smolensk en en Russie. |
| Dynastie hassidique des Gur             | Yaakov Aryeh Alter (b. 1939)                                 | Yitzchak Meir Alter (1799-1866)            | Jérusalem, Israël                                          | Góra Kalwaria, Empire russe (aujourd'hui en Pologne) |
| Dynastie hassidique de Sanz-Klausenburg | Tzvi Elimelech Halberstam; Shmuel Dovid Halberstam           | Chaim Halberstam of Sanz (1796-1876)       | Borough Park, Brooklyn; Netanya, Israël                    | Cluj/Kolozsvár/Klausenburg, Transylvanie, Autriche-Hongrie (aujourd'hui en Roumanie), et Novysatch/Neu-Sanz, Galicie, Autriche-Hongrie (aujourd'hui en Pologne) |
| Dynastie hassidique de Satmar           | Aaron Teitelbaum (b. 1947); Zalman Leib Teitelbaum (b. 1952) | Moshe Teitelbaum d'Ujhel (1759-1841)       | Kiryas Joel, New York; Williamsburg (Brooklyn)             | Satu Mare/Szatmárnémeti/Sathmar, Autriche-Hongrie (aujourd'hui en Roumanie)                                                                                     |
| Dynastie hassidique de Skver            | David Twersky (b. 1940)                                      | Yitzchak Twersky                           | New Square, New York                                       | Skver/Skvira, Empire russe (aujourd'hui en Ukraine) |
| Dynastie hassidique de Vischnitz        | Moshe Yehoshua Hager; Mordechai Hager                        | Menachem Mendel Hager of Kosov (1830-1884) | Bnei Brak, Israël; Kaser, New York                         | Vișnița/Vischnitz/Vyzhnytsia, Bucovine, Autriche-Hongrie (aujourd'hui en Ukraine)                                                                               |

## Autres dynasties

### A
- Dynastie hassidique de Alesk (Oles'k, or Oles'ko, Ukraine)
- Dynastie hassidique de Anipoli d'Annopol
- Dynastie hassidique de Apta (de Opatów)
- Dynastie hassidique de Avritch (de Ovruch, Ukraine)

### B
- Dynastie hassidique de Baitchev
- Dynastie hassidique de Basermin
- Dynastie hassidique de Bender/Tighina (de Bender/Tighina, Bessarabie)
- Dynastie hassidique de Bertch
- Dynastie hassidique de Bialystok (de Białystok)
- Dynastie hassidique de Bialzobreg
- Dynastie hassidique de Bilgoray
- Dynastie hassidique de Binding (d'Elbląg, Pologne)
- Dynastie hassidique de Bluzhev (de Błażowa, Pologne)
- Dynastie hassidique de Bikovsk (de Bukowsko, Pologne)
- Dynastie hassidique de Buhush (de Buhuși, Moldavie)
- Dynastie hassidique de Bonia
- Dynastie hassidique de Bosovler
- Dynastie hassidique de Botoshan (de Botoșani, Moldavie)
- Dynastie hassidique de Brody
- Dynastie hassidique de Brisdovitz
- Dynastie hassidique de Bucarest (de Bucarest, Valachie, Roumanie)
- Dynastie hassidique de Burshtin (de Bourchtyn)

### C
- Dynastie hassidique de Babrouïsk (Habad)
- Dynastie hassidique de Kapust (Habad)
- Dynastie hassidique de Liadi (Habad)
- Dynastie hassidique de Nezhin (Habad)
- Dynastie hassidique de Strashelye (Habad)
- Dynastie hassidique de Chadusha
- Dynastie hassidique de Chazanow
- Dynastie hassidique de Czernowitz (de Czernowitz/Cernăuți/Tchernivtsi)
- Dynastie hassidique de Cieszanow
- Dynastie hassidique de Czortkow (de Tchortkiv)
- Dynastie hassidique de Khoust (de Khoust)
- Dynastie hassidique de Cleveland
- Dynastie hassidique de Cracovie (de Cracovie)

### P
- Dynastie hassidique de Pshevorsk